# Moroeni, Dâmbovița
Moroeni este satul de reședință al comunei cu același nume din județul Dâmbovița, Muntenia, România.
Localitatea este situata în nordul Județului Dâmbovița, la 40km de Târgoviște. Cel mai apropiat oraș este Sinaia la 26 km. Localitatea are în apropiere următoarele atracții turistice: Munții Bucegi, Sfinxul, Babele, Peștera Ialomiței și Padina.